# Estratégio (presidente)
Flávio Estratégio (em latim: Flavius Strategius) foi um oficial romano do século IV, ativo durante o reinado do imperador Constâncio II (r. 337–361). Por seu nome "Estratégio" originalmente pensou-se que poderia ser um dos primeiros membros conhecidos da família Apião, uma teoria atualmente desconsiderada. Um homem perfeitíssimo, foi mencionados em papiros provenientes de Hermópolis, na Tebaida, nos quais aparece como conde (comes) e presidente (praeses) da região para o ano de 349.